# 日立市立仲町小学校
日立市立仲町小学校（ひたちしりつ なかまちしょうがっこう）は、茨城県日立市宮田町にある公立小学校。文部科学省の学校コードはB10822020045、旧学校調査番号は080056。

## 概要
将来的に、宮田小学校、中小路小学校との統合が検討されている。

## 沿革

### 年表
- 1917年（昭和2年）4月15日 - 日立第5尋常高等小学校が開設される[1][3]。
- 1941年（昭和16年） - 仲町国民学校となる[1]。
- 1947年（昭和22年） - 日立市立仲町小学校となる[1]。
- 1965年（昭和40年） - 文部省「家庭教育学級」研究指定[6]。
- 1978年（昭和53年）3月31日 - 日立市立本山小学校を吸収統合する[7]。
- 1979年（昭和54年）4月1日 - 日立市立大雄院小学校を統合する[7]。
- 1991年（平成3年） - 文部省「道徳教育研究指定推進校」に指定[6]。
- 2006年（平成18年）4月23日 - 文部科学省「平成18年度読書活動優秀実践校」表彰受賞[8]。
- 2019年（令和元年） - 小学校外国語教育推進事業、研究指定校に指定[9]。
- 2022年（令和4年）4月1日 - 放課後子ども教室を開設する[10]。
- 2022年（令和5年） - 学力向上推進プロジェクトに係る授業力パワーアップ訪問校に指定[11]。
- 2024年（令和6年）度 - 日立みらいイノベータプログラム、研究指定校に指定[12]。

## 教育方針
- 学校教育目標[13]

一人一人の能力を開発し、心身ともに健康で人間性豊かな児童を育成する
—「強く」「正しく」「美しく」を目指す仲町っ子の姿—
- 組織目標[13]

自分も友達も大切にし、いいところが伸ばせる学校づくり

## 児童会活動・クラブ活動など

### クラブ活動
（出典：）
- 科学クラブ
- スポーツクラブ
- 家庭クラブ
- パソコン・イラストクラブ

## 通学区域
（出典：）
- 入四間町木の根坂、緑ヶ丘、牧場ヶ丘、藤見沢、向陽台
- 白銀町
- 高鈴町
  - 3丁目
  - 4丁目
  - 5丁目（2番除く）
- 宮田町
  - 旧地番
  - 1丁目1番5号から6番（10号除く）
  - 2丁目1から6番8号（AからD）
  - 3丁目2・3番、5番3から12号、6から9番、10番3から9号、11番1から6号、12から13番7号
  - 4丁目
  - 5丁目3から6番

## 進学先中学校
- 日立市立駒王中学校
- 日立市立平沢中学校

## 学区内の主な施設
- 仲町交流センター
- 共楽館